# Arrondissement de Bayonne
L'arrondissement de Bayonne est une division administrative française, située dans le département des Pyrénées-Atlantiques, en région Nouvelle-Aquitaine.

## Histoire
L’arrondissement de Bayonne a été créé en 1800, en même temps que ceux d’Oloron, de Pau, de Mauléon et d’Orthez. Ces deux derniers étant supprimés en 1926, l'arrondissement de Bayonne se trouve augmenté de 4 cantons de l'ancien arrondissement de Mauléon. En 2015, à la suite du redécoupage cantonal de 2014, alors qu'auparavant toutes les communes d'un même canton étaient intégralement incluses à l'intérieur d'un seul arrondissement, plusieurs cantons se trouvent répartis sur deux arrondissements.
La réorganisation de décembre 2016 est effectuée pour mieux intégrer les récentes modifications des intercommunalités et faire coïncider les arrondissements aux circonscriptions législatives.
La commune de Gestas est alors retirée de l’arrondissement de Bayonne pour être ajoutée à celui d’Oloron-Sainte-Marie.
À partir de janvier 2017 l'arrondissement de Bayonne correspond intégralement à une partie de la communauté d'agglomération du Pays Basque.

## Composition

### Découpage cantonal antérieur à 2015
Parmi eux, sept cantons divisent leur commune chef-lieu en plusieurs fractions :
- canton d'Anglet-Nord, limité à une commune :
Anglet (fraction de commune) ;
- canton d'Anglet-Sud, limité à une commune :
Anglet (fraction de commune) ;
- canton de Bayonne-Est, limité à une commune :
Bayonne (fraction de commune) ;
- canton de Bayonne-Nord, qui groupe deux communes :
Bayonne (fraction de commune) et Boucau ;
- canton de Bayonne-Ouest, limité à une commune :
Bayonne (fraction de commune) ;
- canton de Biarritz-Est, limité à une commune :
Biarritz (fraction de commune) ;
- canton de Biarritz-Ouest, limité à une commune :
Biarritz (fraction de commune).

Les douze autres cantons regroupent uniquement des communes entières :
- canton de La Bastide-Clairence, qui groupe cinq communes :
Ayherre, La Bastide-Clairence, Briscous, Isturits et Urt ;
- canton de Bidache, qui groupe sept communes :
Arancou, Bardos, Bergouey-Viellenave, Bidache, Came, Guiche et Sames ;
- canton d'Espelette, qui groupe sept communes :
Ainhoa, Cambo-les-Bains, Espelette, Itxassou, Louhossoa, Sare et Souraïde ;
- canton d'Hasparren, qui groupe sept communes :
Bonloc, Hasparren, Macaye, Méharin, Mendionde, Saint-Esteben et Saint-Martin-d'Arberoue ;
- canton d'Hendaye, qui groupe quatre communes :
Biriatou, Ciboure, Hendaye et Urrugne ;
- canton d'Iholdy, qui groupe quatorze communes :
Arhansus, Armendarits, Bunus, Hélette, Hosta, Ibarrolle, Iholdy, Irissarry, Juxue, Lantabat, Larceveau-Arros-Cibits, Ostabat-Asme, Saint-Just-Ibarre et Suhescun ;
- canton de Saint-Étienne-de-Baïgorry, qui groupe onze communes :
Aldudes, Anhaux, Ascarat, Banca, Bidarray, Irouléguy, Lasse, Ossès, Saint-Étienne-de-Baïgorry, Saint-Martin-d'Arrossa et Urepel ;
- canton de Saint-Jean-de-Luz, qui groupe quatre communes :
Ascain, Bidart, Guéthary et Saint-Jean-de-Luz ;
- canton de Saint-Jean-Pied-de-Port, qui groupe 19 communes :
Ahaxe-Alciette-Bascassan, Aincille, Ainhice-Mongelos, Arnéguy, Béhorléguy, Bussunarits-Sarrasquette, Bustince-Iriberry, Çaro, Estérençuby, Gamarthe, Ispoure, Jaxu, Lacarre, Lecumberry, Mendive, Saint-Jean-le-Vieux, Saint-Jean-Pied-de-Port, Saint-Michel et Uhart-Cize ;
- canton de Saint-Palais, qui groupe 27 communes :
Aïcirits-Camou-Suhast, Amendeuix-Oneix, Amorots-Succos, Arbérats-Sillègue, Arbouet-Sussaute, Aroue-Ithorots-Olhaïby, Arraute-Charritte, Béguios, Béhasque-Lapiste, Beyrie-sur-Joyeuse, Domezain-Berraute, Etcharry, Gabat, Garris, Gestas, Ilharre, Labets-Biscay, Larribar-Sorhapuru, Lohitzun-Oyhercq, Luxe-Sumberraute, Masparraute, Orègue, Orsanco, Osserain-Rivareyte, Pagolle, Saint-Palais et Uhart-Mixe ;
- canton de Saint-Pierre-d'Irube, qui groupe cinq communes :
Lahonce, Mouguerre, Saint-Pierre-d'Irube, Urcuit et Villefranque ;
- canton d'Ustaritz, qui groupe neuf communes :
Ahetze, Arbonne, Arcangues, Bassussarry, Halsou, Jatxou, Larressore, Saint-Pée-sur-Nivelle et Ustaritz.

### Découpage communal depuis 2015
Depuis 2015, le nombre de communes des arrondissements varie chaque année soit du fait du redécoupage cantonal de 2014 qui a conduit à l'ajustement de périmètres de certains arrondissements, soit à la suite de la création de communes nouvelles. Le nombre de communes de l'arrondissement de Bayonne est ainsi de 123 en 2015, 123 en 2016 et 122 en 2017.
Au 1er janvier 2024, l'arrondissement groupe les 122 communes suivantes :
1. Ahaxe-Alciette-Bascassan
2. Ahetze
3. Aïcirits-Camou-Suhast
4. Aincille
5. Ainhice-Mongelos
6. Ainhoa
7. Aldudes
8. Amendeuix-Oneix
9. Amorots-Succos
10. Anglet
11. Anhaux
12. Arancou
13. Arbérats-Sillègue
14. Arbonne
15. Arbouet-Sussaute
16. Arcangues
17. Arhansus
18. Armendarits
19. Arnéguy
20. Aroue-Ithorots-Olhaïby
21. Arraute-Charritte
22. Ascain
23. Ascarat
24. Ayherre
25. Banca
26. Bardos
27. Bassussarry
28. La Bastide-Clairence
29. Bayonne
30. Béguios
31. Béhasque-Lapiste
32. Béhorléguy
33. Bergouey-Viellenave
34. Beyrie-sur-Joyeuse
35. Biarritz
36. Bidache
37. Bidarray
38. Bidart
39. Biriatou
40. Bonloc
41. Boucau
42. Briscous
43. Bunus
44. Bussunarits-Sarrasquette
45. Bustince-Iriberry
46. Cambo-les-Bains
47. Came
48. Caro
49. Ciboure
50. Domezain-Berraute
51. Espelette
52. Estérençuby
53. Etcharry
54. Gabat
55. Gamarthe
56. Garris
57. Guéthary
58. Guiche
59. Halsou
60. Hasparren
61. Hélette
62. Hendaye
63. Hosta
64. Ibarrolle
65. Iholdy
66. Ilharre
67. Irissarry
68. Irouléguy
69. Ispoure
70. Isturits
71. Itxassou
72. Jatxou
73. Jaxu
74. Juxue
75. Labets-Biscay
76. Lacarre
77. Lahonce
78. Lantabat
79. Larceveau-Arros-Cibits
80. Larressore
81. Larribar-Sorhapuru
82. Lasse
83. Lecumberry
84. Lohitzun-Oyhercq
85. Louhossoa
86. Luxe-Sumberraute
87. Macaye
88. Masparraute
89. Méharin
90. Mendionde
91. Mendive
92. Mouguerre
93. Orègue
94. Orsanco
95. Osserain-Rivareyte
96. Ossès
97. Ostabat-Asme
98. Pagolle
99. Saint-Esteben
100. Saint-Étienne-de-Baïgorry
101. Saint-Jean-de-Luz
102. Saint-Jean-le-Vieux
103. Saint-Jean-Pied-de-Port
104. Saint-Just-Ibarre
105. Saint-Martin-d'Arberoue
106. Saint-Martin-d'Arrossa
107. Saint-Michel
108. Saint-Palais
109. Saint-Pée-sur-Nivelle
110. Saint-Pierre-d'Irube
111. Sames
112. Sare
113. Souraïde
114. Suhescun
115. Uhart-Cize
116. Uhart-Mixe
117. Urcuit
118. Urepel
119. Urrugne
120. Urt
121. Ustaritz
122. Villefranque

## Démographie
En 2022, l'arrondissement comptait 313 188 habitants.
| 1968    | 1975    | 1982    | 1990    | 1999    | 2006    | 2011    | 2016    | 2021    |
| ------- | ------- | ------- | ------- | ------- | ------- | ------- | ------- | ------- |
| 201 409 | 211 568 | 221 085 | 235 274 | 248 840 | 266 312 | 278 673 | 293 590 | 309 392 |

| 2022    | - | - | - | - | - | - | - | - |
| ------- | - | - | - | - | - | - | - | - |
| 313 188 | - | - | - | - | - | - | - | - |

## Administration
| Période          | Période | Identité                 | Fonction précédente | Observation |
| ---------------- | ------- | ------------------------ | ------------------- | ----------- |
|                  |         |                          |                     |             |
| ca 1849          |         | Louis-Alexandre Sers     |                     |             |
|                  |         |                          |                     |             |
|                  |         | Lucien Cornélien Bilange | sous-préfet de Toul |             |
|                  |         |                          |                     |             |
| 15 janvier 1990  |         | Christian Sapède         |                     |             |
|                  |         |                          |                     |             |
| 4 janvier 2008   |         | Éric Morvan              |                     |             |
| avril 2010       |         | Laurent Nuñez            |                     |             |
| 15 novembre 2012 |         | Patrick Dallennes        |                     |             |
|                  |         |                          |                     |             |